# Buh He
Buh He är ett vattendrag i Kina. Det ligger i provinsen Qinghai, i den nordvästra delen av landet, omkring 180 kilometer väster om provinshuvudstaden Xining.
Genomsnittlig årsnederbörd är 342 millimeter. Den regnigaste månaden är juli, med i genomsnitt 88 mm nederbörd, och den torraste är december, med 1 mm nederbörd.